# Маршевый тест
Ма́ршевый тест (англ. March test) — тест ячеек оперативной памяти (ОЗУ), имеющий линейную зависимость сложности от ёмкости запоминающего устройства.

## Описание
Маршевый тест состоит из конечного числа маршевых элементов. При этом каждый маршевый элемент определяется через порядок формирования адресной последовательности и порядок операций чтения и записи.
Формирование адресной последовательности может быть:
- Последовательный по возрастанию (↑);
- Последовательный по убыванию (↓);
- Последовательный по возрастанию или убыванию (↑↓);

Операции чтения и записи рассматриваются из следующих:
- «r0» (англ. read) — чтение ячейки памяти с ожидаемым значением 0;
- «r1» — чтение ячейки памяти с ожидаемым значением 1;
- «w0» (англ. write) — запись в ячейку памяти значения 0;
- «w1» — запись в ячейку памяти значения 1.

Описываемых операций для каждой из ячеек может быть несколько.
Например, маршевый тест MATS (Modified Algorithmic Test Sequence) описывается следующим образом: {↑↓(w0); ↑(r0, w1); ↓(r1)}. Этот тест имеет три маршевых элемента и сложность O(4N). Первый элемент «↑↓(w0)» рассматривается как фаза инициализации и устанавливает начальное значение ячейки памяти. Она может использоваться как при переходе к новым проверяемым ячейкам, так и изначально путём записи во все ячейки ОЗУ. Вторая фаза «↑(r0, w1)» представляет собой перебор всех ячеек по возрастанию, во время которого происходит чтение и проверка 0, и далее запись 1. Третий элемент «↓(r1)» используется в последующем перебором всех ячеек с чтением и проверкой 1.
Набор элементов маршевого теста (как элементы, так и их последовательность) определяет его покрывающую способность и эффективность обнаружения отказов.

## Особенности
Маршевые тесты имеют приемлемую покрывающую способность неисправностей ОЗУ и простоту реализации, что важно для встроенных средств самотестирования (англ. Built-In Self-Test, BIST).

## Классические маршевые тесты
Считаются классическими следующие маршевые тесты:
| №  | Название теста | Сложность теста | Описание |
| -- | -------------- | --------------- | --- |
| 1  | Scan           | 4N              | {↑↓(w0); ↑↓(r0); ↑↓(w1); ↑↓(r1)}                                                                                           |
| 2  | MATS           | 4N              | {↑↓(w0); ↑(r0, w1); ↓(r1)}                                                                                                 |
| 3  | MATS+          | 5N              | {↑↓(w0); ↑(r0, w1); ↓(r1, w0)}                                                                                             |
| 4  | MATS++         | 6N              | {↑↓(w0); ↑(r0, w1); ↓(r1, w0, r0)}                                                                                         |
| 5  | Marching 1/0   | 14N             | {↑↓(w0); ↑(r0, w1, r1); ↓(r1, w0, r0); ↑↓(w1); ↑(r1, w0, r0); ↓(r0, w1, r1)}                                               |
| 6  | March X        | 6N              | {↑↓(w0); ↑(r0, w1); ↓(r1, w0); ↑↓(r0)}                                                                                     |
| 7  | March Y        | 8N              | {↑↓(w0); ↑(r0, w1, r1); ↓(r1, w0, r0); ↑↓(r0)}                                                                             |
| 8  | March C        | 11N             | {↑↓(w0); ↑(r0, w1); ↑(r1, w0); ↑↓ (r0); ↓(r0, w1); ↓(r1, w0); ↑↓(r0)}                                                      |
| 9  | March C-       | 10N             | {↑↓(w0); ↑(r0, w1); ↑(r1, w0); ↓(r0, w1); ↓(r1, w0); ↑↓(r0)}                                                               |
| 10 | March A        | 15N             | {↑↓(w0); ↑(r0, w1, w0, w1); ↑(r1, w0, w1); ↓(r1, w0, w1, w0); ↓(r0, w1, w0)}                                               |
| 11 | March B        | 17N             | {↑↓(w0); ↑(r0, w1, r1, w0, r0, w1); ↑(r1, w0, w1); ↓(r1, w0, w1, w0); ↓(r0, w1, w0)}                                       |
| 12 | Algorithm B    | 17N             | {↑↓(w0); ↑(r0, w1, w0, w1); ↑(r1, w0, r0, w1); ↓(r1, w0, w1, w0); ↓(r0, w1, r1, w0)}                                       |
| 13 | March C-R      | 15N             | {↑↓(w0); ↑(r0, r0, w1); ↑(r1, r1, w0); ↓(r0, r0, w1); ↓(r1, r1, w0); ↑↓(r0, r0)}                                           |
| 14 | PMOVI          | 13N             | {↑↓(w0); ↑(r0, w1, r1); ↑(r1, w0, r0); ↓(r0, w1, r1); ↓(r1, w0, r0)}                                                       |
| 15 | PMOVI-R        | 17N             | {↑↓(w0); ↑(r0, w1, r1, r1); ↑(r1, w0, r0, r0); ↓(r0, w1, r1, r1); ↓(r1, w0, r0, r0)}                                       |
| 16 | March G        | 23N+2D          | {↑↓(w0); ↑(r0, w1, r1, w0, r0, w1); ↑(r1, w0, w1); ↓(r1, w0, w1, w0); ↓(r0, w1, w0); D; ↑↓(r0, w1, r1); D; ↑↓(r1, w0, r0)} |
| 17 | March U        | 13N             | {↑↓(w0); ↑(r0, w1, r1, w0); ↑(r0, w1); ↓(r1, w0, r0, w1); ↓(r1, w0)}                                                       |
| 18 | March UD       | 13N+2D          | {↑↓(w0); ↑(r0, w1, r1, w0); D; ↑(r0, w1); D; ↓(r1, w0, r0, w1); ↓(r1, w0)}                                                 |
| 19 | March U-R      | 15N             | {↑↓(w0); ↑(r0, w1, r1, r1, w0); ↑(r0, w1); ↓(r1, w0, r0, r0, w1); ↓(r1, w0)}                                               |
| 20 | March LR       | 14N             | {↑↓(w0); ↓(r0, w1); ↑(r1, w0, r0, w1); ↑(r1, w0); ↑(r0, w1, r1, w0); ↓(r0)}                                                |
| 21 | March LA       | 22N             | {↑↓(w0); ↓(r0, w1, w0, w1, r1); ↑(r1, w0, w1, w0, r0); ↓(r0, w1, w0, w1, r1); ↓(r1, w0, w1, w0, r01); ↓(r0)}               |
| 22 | March M        | 16N             | {↑↓(w0); ↑(r0, w1, r1, w0); ↑↓(r0); ↑(r0, w1); ↑↓(r1); ↓(r1, w0, r0, w1); ↑↓(r1); ↓(r1, w0)}                               |
| 23 | March PS       | 23N             | {↑↓(w0); ↑(r0, w1, r1, w0, r0, w1); ↑(r1, w0, r0, w1, r1); ↑(r1, w0, r0, w1, r1, w0); ↑(r0, w1, r1, w0, r0)}               |
| 24 | March PNPSFk   | 18N             | {↑↓(w0); ↑(r0, w1, r1, w0); ↓(r0, w1); ↑(r1, w0, r0, w1); ↑(r1, w0); ↑(r0, w1); ↓(r1, w0, r0)}                             |
| 25 | Cheng test     | 17N             | {↑↓(w0); ↑(w1, r1, w0); ↑(r0, w1); ↑(r1, w0, r0, w1); ↑(r1, w0); ↓(r1, w0); ↓(r0, w1); ↓(r1, w0); ↑↓(r0)}                  |

Рассматриваемые маршевые тесты имеют разную способность к обнаружению отказов:
| №  | Название теста | Сложность теста | SA | TF | CFin | CFid | TF-CF | CFid-CFid | CFin-CFin | CFid-CFin |
| -- | -------------- | --------------- | -- | -- | ---- | ---- | ----- | --------- | --------- | --------- |
| 1  | MATS           | 4N              | +  | -  | -    | -    | -     | -         | -         | -         |
| 2  | MATS+          | 5N              | +  | -  | -    | -    | -     | -         | -         | -         |
| 3  | MATS++         | 6N              | +  | +  | -    | -    | -     | -         | -         | -         |
| 4  | Marching 1/0   | 14N             | +  | +  | +    | -    | +     | -         | -         | -         |
| 5  | March X        | 6N              | +  | +  | +    | -    | -     | -         | -         | -         |
| 6  | March Y        | 8N              | +  | +  | +    | -    | +     | -         | -         | -         |
| 7  | March C        | 11N             | +  | +  | +    | +    | -     | -         | +         | -         |
| 8  | March C-       | 10N             | +  | +  | +    | +    | -     | -         | +         | -         |
| 9  | March A        | 15N             | +  | +  | +    | +    | -     | +         | -         | -         |
| 10 | March B        | 17N             | +  | +  | +    | +    | +     | +         | -         | -         |
| 11 | Algorithm B    | 17N             | +  | +  | +    | +    | +     | +         | -         | -         |

В таблице:
- SA (англ. stack-at) — константный отказ;
- TF (англ. transition faults) — переходные отказы, когда ячейка не может перейти в одно из состояний 1 или 0;
- СF (англ. coupling fault) — отказы взаимного влияния; когда состояние ячейки с одним адресом влияет на состояние ячейки с другим адресом;
- CFin (англ. inversing coupling fault) — инверсное взаимное влияние; например, если изменение в 1 одной ячейке приводит к 0 в другой ячейке;
- CFid (англ. indepotent coupling fault) — при изменении одной ячейки происходит принудительная установка определённого значения в другой ячейке.